# Калліст (Вер)
Митрополит Калліст (англ. Metropolitan Kallistos, в миру Тімоті Річард Вер, англ. Timothy Richard Ware; 11 вересня 1934, Бат, Сомерсет — 24 серпня 2022) — єпископ Константинопольської православної церкви з титулом митрополит Діоклійський (з 1982), вікарій Фіатирської архієпископії.

## Біографічні відомості
Митрополит Діоклійський Калліст (Тімоті Вер) народився 11 вересня 1934 року в англіканській сім'ї в місті Бат (графство Сомерсет, Велика Британія). Освіту здобув в Королівському коледжі Westminster School в Лондоні і Magdalen College Оксфордського університету, після чого йому в Оксфордському університеті присвоєно науковий ступінь доктора богослов'я.
У 17 років познайомився з православ'ям, а на його духовне становлення справив великий вплив колишній антіпросоп Афонського Свято-Пантелеймонівського монастиря при Священному Кіноті Святої Гори ієромонах Василій (Кривошеїн) (згодом архієпископ Брюссельський і Бельгійський). Також важливий вплив на нього здійснили професор Миколай Зернов і архімандрит Лев (Жиллє). 14 квітня 1958 року Тімоті Вер прийняв православ'я. У 1963 році провів 6 місяців в монастирі Руської православної церкви закордоном (РПЦЗ) у Канаді. Після повернення до Великої Британії в середині 1960-х рр. стає секретарем митрополита Фіатирського і Великобританського Афінагора II (Коккінакіса), Екзарха Константинопольського Патріарха в Швеції, Норвегії, Ісландії та Мальті.
У 1965 році висвячений в сан диякона. Тривалий час провів у монастирі святого Іоанна Богослова на острові Патмос (Греція), де в 1966 році приймає чернечий постриг з ім'ям Калліст. В цьому ж році висвячений в сан ієромонаха. У цей період часто відвідує Святу Гору Афон і Єрусалим.
З 1966 року викладає богослов'я в Оксфордському університеті, де йому присвоюється вчене звання професора. Протягом 35 років (з 1966 по 2001 рр.) він читає в Оксфордському університеті лекції з православного богослов'я. Також є дійсним членом Pembroke College Кембриджського університету. З 1979 року очолює грецьку православну парафію в Оксфорді.
У 1982 році рішенням Священного Синоду Константинопольського Патріархату призначений вікарним єпископом у Великій Британії, помічником архієпископа Фіатирського і Великобританського, з титулом єпископ Діоклійський.
Після єпископської хіротонії залишився в Оксфорді, де продовжував очолювати грецьку православну парафію і викладати богослов'я в університеті.
30 березня 2007 року рішенням Священного Синоду Константинопольського Патріархату зведений в сан митрополита. У 2016 році був членом делегації Вселенського Патріархату на Всеправославному Синоді на Криті.
Помер 24 серпня 2022 року.

## Наукові дослідження
У січні 2008 року обраний членом-кореспондентом Афінської академії. Також був обраний президентом ради директорів Інституту православних християнських досліджень в Кембриджі, головою Міжнародного товариства «Friends of Mount Athos» (Друзі Афону) і почесним президентом Православної асоціації богословських шкіл в Оксфорді. Вченою радою Загальноцерковної аспірантури та докторантури імені свв. Кирила і Мефодія РПЦ присвоєно ступінь Doctor Honoris Causa.
Є почесним головою Міжнародного інституту афонської спадщини (МІАС) з травня 2018 р. Він також є членом редколегії наукового альманаху «Афонська спадщина» («The Athonite Heritage»), який видає МІАС.
Митрополит Калліст продовжує активно публікувати свої роботи й читати лекції про православ'я. Найвідоміша його книга — The Orthodox Church («Православна Церква»), вперше побачила світ в 1963 році, згодом неодноразово перевидавалася на різних мовах.
Владика Калліст здійснив переклад на англійську мову значної кількості богословських текстів. Зокрема, разом з Дж. Палмером (G.E. Palmer) і Ф. Шеррард (Philip Sherrard) переклав чотири з п'яти томів «Добротолюбія».

### Книжки
- The Orthodox Church (1st ed. Pelican, 1963; 2nd ed. Penguin, 1993 ISBN 0-14-014656-3); 3rd. ed., Penguin, 2015 ISBN 978-0141980638).
- Eustratios Argenti: A Study of the Greek Church under Turkish Rule (Clarendon, 1964, ASIN B0006BMI94; reprint with a new Introction, Wipf and Stock, 2013 ISBN 978-1625640826)).
- The Festal Menaion (translated with Mother Mary) (Faber & Faber, 1977 ISBN 978-1878997005)).
- (Editor with Colin Davey), Anglican–Orthodox Dialogue: The Moscow Statement Agreed by the Anglican–Orthodox Joint Doctrinal Commission 1976 (London: SPCK, 1977 ISBN 978-0281029921)).
- The Lenten Triodion (translated with Mother Mary) (Faber and Faber 1978; St. Tikhon's Seminary Press, 2002 ISBN 1-878997-51-3).
- The Philokalia: The Complete Text (translated with G. E. H. Palmer and Philip Sherrard. London: Faber and Faber. Vol. 1, 1979 ISBN 0-571-11377-X; Vol. 2, 1982 ISBN 0-571-15466-2; Vol. 3, 1986 ISBN 0-571-17525-2; Vol. 4, 1999 ISBN 0-571-19382-X.
- The Orthodox Way (Mowbray, 1979 ISBN 0-264-66578-3).
- Communion and Intercommunion: A Study of Communion and Intercommunion Based on the Theology and Practice of the Orthodox Church (Light & Life, 1980; rev.ed. 2002 ISBN 0-937032-20-4).
- The Power of the Name — The Jesus Prayer in Orthodox Spirituality (SLG Press, 1982 ISBN 978-0551016903).
- Praying with Orthodox Tradition (Abingdon, 1990 ISBN 0-281-04431-7).
- How Are We Saved?: The Understanding of Salvation in the Orthodox Tradition (Light & Life, 1996 ISBN 1-880971-22-4).
- The Ordination of Women in the Orthodox Church (with Elisabeth Behr-Sigel)(Geneva: WCC Publications, 2000 ISBN 978-2825413364).
- The Inner Kingdom: Collected Works, Vol. 1 (St Vladimir's Seminary Press, 2000 ISBN 0-88141-209-0).
- Orthodox Theology in the Twenty-First Century (Geneva: World Council of Churches, 2012 ISBN 978-2825415719).

#### Перекладені українською
- «Православний шлях» (The Orthodox Way), видавництво «Дух і літера», 2003.
- «Внутрішнє Царство» (The Inner Kingdom), видавництво «Дух і літера», 2003.
- «Православна Церква» (The Orthodox Church), видавництво «Дух і літера», 2009[5].